# سيدي لحسن (ولاية سيدي بلعباس)
سيدي لحسن (ديتري* قديما) هي إحدى بلديات دائرة سيدي لحسن بولاية سيدي بلعباس الجزائرية وتبعد عن مقر الولاية بـ 5 كلم.

## التاريخ
متوسط درجة الحرارة بين 25 درجة و45 درجة ولكن في الشتاء الثلوج تغطي جبل Tessala على بعد ستة أميال إلى الجنوب الغربي من سيدي بلعباس، كان 500 م فوق مستوى سطح البحر على ضفة النهر إقليم التي سجلت أدنى مستوياتها في الشمال و-7 درجة.
الوجود التركي
البربري 1515-1830
ويتكون الغطاء النباتي الأصلي لأشجار العناب البري، palmettos ، القندول والنرجس. تنتشر في الوادي مع نباتات الدفلى والحور الرجراج. ويسكن هذه المنطقة في 1839 من قبل قبيلة أولاد Evohim الذين عاشوا في البدو، وتربية الأغنام والماعز والبغال والخيول والجمال. انهم بعض الحقول المزروعة من القمح القاسي والشعير. وكان في الملكية الخاصة والملكية المشتركة ينتمون إلى 300 أو 400 شخص، والذي يتدخل في المعاملات.
وغيرها من الأراضي الجماعية. والسكان الذين يعيشون في أكواخ (خيمة) جلب الماء من الوادي.
الحضور الفرنسي
1830 -- 1962 الجزائر
المركز الدولي لتسوية
سيدى لحسن
في نوفمبر 1848 الحكومة الفرنسية تعتزم عقد القرى الزراعية الثمانية، تلقي كل 100 أسرة الأوروبية.
تأسست سيدي Lahssen ، قرية الاستيطان الزراعي المزمع عقده في 100 أسرة الأوروبية، في عام 1848 إلى ستة كيلومترات إلى الجنوب الغربي من سيدي بلعباس على بعد 500 متر فوق مستوى سطح البحر على ضفاف Mekerra الواد.
يرتبط يقع الرباعي 300 متر ب 260 متر من بينهم خمسة شوارع تمتد من الشمال والجنوب مع الساحة المركزية في قاعة المدينة، كنيسة ومدرسة على طريق تلمسان وسيدي بلعباس إلى القرى المجاورة Prudon Palissy ومسارات جيدة.
في 18 يونيو 1851، تلقى آن Ripard ، زوجة السيد جوردى منحة قدرها 265 فدان ونصف Lahssen سيدي عند دفع إلى حالة دائمة من الأقساط والفرنك الذهب في الهكتار الواحد وإقامة على الأراضي الممنوحة والمستأجرين والمزارعين المستأجرين، أو أجور العمال partiaires المستوطنين، ثماني عائلات الأوروبي، من أجل توفير معدات قوية وآمنة السكن المزارع، والبذور.
وصول أول المهاجرين في سيدي الحسن في عام 1852، فإنها تتلقى 200 فرنك من الذهب ومنح سلفة تسدد في الحبوب.
بعد بضعة أشهر من قرار في 13 أغسطس 1853 من لجنة المراكز السكانية، و60 عائلة من دوقية بادن متعلق بنهر الراين وبافاريا وصول 10 مارس 1854 في سيدي Lahssen بعد رحلة رهيبة. هذه الأسر تتلقى الكثير من الثقافة، وحديقة الماء والكثير المبنى.
من ألمانيا، وانتقلت الأسرة Hoffseide ، زوج وزوجة وطفلين، وهو مواطن من بادن إلى القرية. سينضمون في وقت لاحق مع Peries المستوطنين. تثبيت مؤقتا بموجب ستين «خيمة على 16 رجلا»، وهم في عوز كاملة. الجيش يوفر لهم بطانيات كبيرة وصغيرة نوعا ما لحمايتهم من الليالي الباردة من البذور، والبذور والبطاطس مارس و80 بالمعاول والمجارف وخمسة نير الثيران وخمس سيارات لواضحة، وDerocher المسيل للدموع والمصطكي، وأشجار العناب وpalmettos.
سوف دفعات صغيرة الحجم للثقافة في المنطقة حيث لا تتجاوز الأمطار 400 ملم في السنة يكون سبب الفشل كثيرة، والسعي المتواصل للأراضي جديدة للزراعة. التنازلات ليست حرة، والتخلف عن الدفع المصادرة يجب أن تفرضها الإدارة.
المستوطنين يقومون ببناء أكواخ حتى يتمكنوا من بناء منازلهم الدائمة، ويمكن أن الجدران لا تكون بعيدة أكثر من 4 متر إلى 4.50 متر ويتألف من تغطية الفروع التي سيتم استبدالها في وقت لاحق مع البلاط. منذ فترة طويلة وتبقى أكواخ سيتم استخدامها لتخزين المعدات أو مساكن الدواجن.
يجب الحفاظ على المتعاملين قنوات الري وتنظيف مجاري غير قابلة للملاحة وزراعة الأشجار التي تحدد البنوك وحماية الفيضانات المدمرة
المقاصة يسمح للتجارة دباغة النباح، والفحم والخشب. كان الماء في Mekerra غالبا غائم، حفر بئر مياه قناة جديدة الحزام الحدائق ويعطي سقوط 7 أقدام لاستخدامها لإقامة المصنع.
وسيتم بناء اثنين من المطاحن: الطاحونة والطاحونة Avrial Sellières أسماء أصحابها، سيتم شراؤها والثاني السيد استيف. كل من يعمل مع عجلة مجداف كبيرة ويحصلون على المياه من Mekerra الوادي. هو مدعوم Avrial الطاحونة، التي بنيت في المركز من قبل قناة عزز التي تم وضعها في صمامات صغيرة، متصلة قنوات صغيرة للري الحدائق النباتية: وSellières مطحنة يتلقى المياه من خلال قناة جانبية ل الكلمة أعلاه بضع مئات من الأمتار. في الأصل، هو رصد مطحنة Avrial من قبل الجيش لأن الماء هو مصدر للنزاع. ثم كان أول إدارة المسمار الذي عين له تحت الحمراء bumous مسؤولة لاعادة الهدوء بين السكان الأصليين، وهو متقاعد عسكري، وزيان second مسمى.
تم بناء جسر على النهر وMekerra في الحجر مع اثنين من البطاريات، وقبو والخمسين، المتراس، ودرابزين معدني اثنين، المطاوع طوال الوقت، حوالي خمسين مترا. وهناك عمل حقيقي من أجل الفن وقتها! انها تدعم الطريق الرئيسي يسمى «الطريق إلى وهران» والتي تتيح الوصول الحر للسكان القرية والمستوطنين مع ممتلكاتهم ومنازلهم على الضفة اليمنى.
من 1859 إلى المهاجرين القادمين من اليكانتي الإسبانية وبلنسية والميريا. كانوا يعملون في المستوطنين الفرنسيين في أقرب وقت الرواد، أصبح بعض العمال أو في الحديقة، والوصول إلى الملكية الخاصة من خلال عملهم الشاق وعادتهم للزراعة المروية.
قرية المتقدمة في عام 1860 وتشمل طاحونة، مصنع الطوب أ، حديد آن، نجارا، وCordeliers من الألياف النباتية والمزارعين من الصوف 12 و20 هكتارا من الكروم أو 280 برميل من بوردو لمدة 80 فرنك تباع لبوردو الاستهلاك المحلي.
من 1858-1863، وأكد الأمن، والتنمية يسير على الرغم من ويلات للتمرد 186L ، والجفاف، وخصوصا من 1867-1868، والجراد والكوليرا، والعديد من الوفيات بسبب الظروف هشاشة الحياة، وسوء التغذية والفقراء، والعمل فوق طاقة البشر.
في عام 1872 وجاءت محافظات الألزاس واللورين التي أصبحت الألمانية.
تحدثنا عن أول بئر في وسط القرية، وبعد مرور سبع سنوات تم الانتهاء منه بنسبة 11 بئرا أخرى بما في ذلك 3 مجهزة عجلة المياه، وبعد بضع سنوات، سيتم توفير كل منزل مع جيدا. ويزرع والحضانة التي كتبها السيد فيردير.
كامل وظيفة مشتركة
بمرسوم من 25 مارس، 1874، تم بناء قرية كاملة وظيفة مشتركة. اتفاقات تسمح للأهالي لشراء أراض للرعي إلى تعزيز من قبل المستوطنين ضيقة جدا. يفضل مرة أخرى في تطوير المدينة وصول السكك الحديدية في 1877.
في 1877 وصل خط السكة الحديد في سيدي بلعباس ومحطة سيدي Lahssen تمديد خط سكة حديد يربط من Tlelat المحلية في سانت باربرا سيدي بلعباس، و52 كم والذي يعطى امتياز MM. وروشيل هاردينغ.
ثم يتم أخذ هذا الخط أكثر من الشبكة الجزائرية الغربية التي تعمل في المنزل حتى 30 حزيران 1929 عندما إدارتها منوط PLM الشركة، التي تتخذ الشبكة خارج المحكمة من قبل سياك
بنيت كنيسة سيدي Lahssen بين 1860 و1865 هو بطبيعة الحال نظرا لقسيس العسكرية وشولر الكنسي وبالنيابة، كانون جوليا SidiBel - عباس، ورؤساء الدير BUE ، Fourcade ، Hondet ، بريان، وصفقة Tendron الماضي.
منذ الاستقلال تم تحويل الكنيسة إلى مسجد. بمرسوم من 17 مايو 1906، يدعى سيدي Lahssen تكريما للجنرال الكسندر بول Détrie تؤله مواليد 16 أغسطس 1828 في Faversham (هوت ساون)، والذين، بعد أن أظهرت سلوكه البطولي في المكسيك، سيرو بوريغو، 1869 يأخذ قيادة فوج من 2 Zouaves في وهران. ميز نفسه خلال الحملة الانتخابية ضد اماما ويكون لها موقف جيد في Froeschwiller البطولية حملة 1870 حيث أصيب. في عام 1884 تولى قيادة محافظة وهران، حيث قاد عمليات بلباقة أن إحلال السلام في جنوب وهران. توفي 5 سبتمبر 1899. العديد من الشوارع تحمل اسمه، وباريس في مقاطعة العشرون، بوريغو شارع تذكر الفذ الذي أنقذ القوات الفرنسية في المكسيك.
بمرسوم من 17 مايو 1906 تم تغيير اسم المدينة تكريما للإضرار الكسندر العام
Détrie بول (1828/1889) الذي كان قد تولى قيادة فوج من Zouaves
وهران ومحافظة وهران في عام 1884